# П'ян-Камуно
П'ян-Камуно (італ. Pian Camuno) — муніципалітет в Італії, у регіоні Ломбардія, провінція Брешія.
П'ян-Камуно розташовані на відстані близько 480 км на північний захід від Рима, 90 км на північний схід від Мілана, 37 км на північ від Брешії.

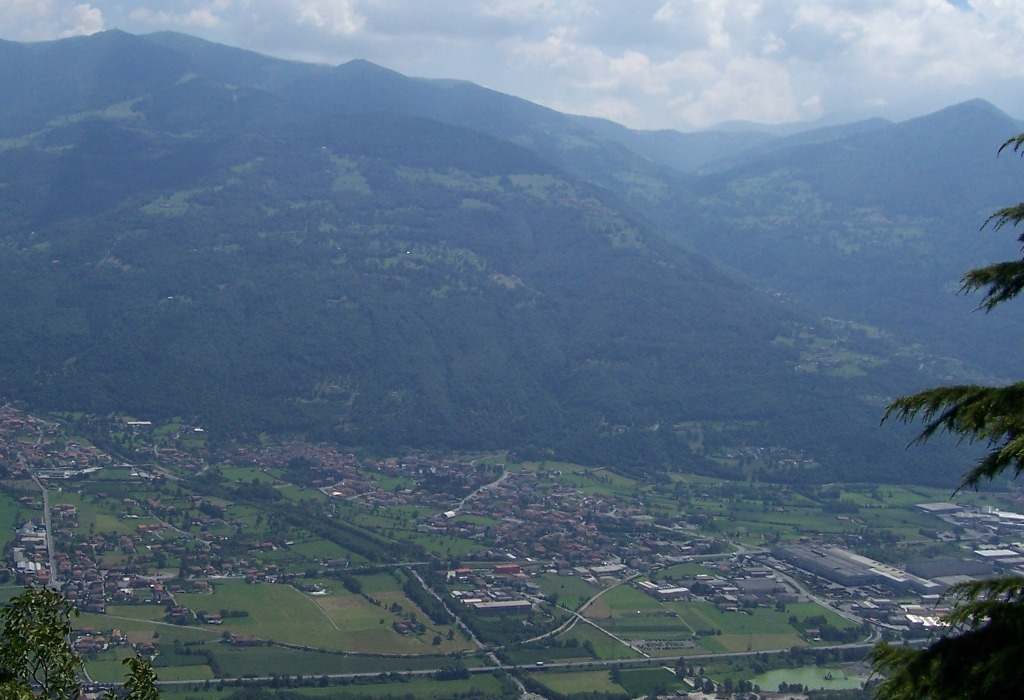

Населення — 4622 особи (2014).
Покровителі — святий Антоній Великий.

## Демографія
Населення за роками:

Станом на 1 січня 2023 року в муніципалітеті офіційно проживав 651 іноземець з 43 країн, серед них 243 громадяни країн Євросоюзу та 16 громадян України.

## Сусідні муніципалітети
- Артоньє
- Коста-Вольпіно
- Пізоньє
- Роньо